# Johann Hinrich Kardel
Johann Hinrich Kardel (* 28. Mai 1797 in Futterkamp; † 24. Mai 1880 in Neumünster) war ein deutscher Lehrer und Seminarlehrer.

## Ausbildung und erste Lehrstellen
Johann Hinrich Kardel war ein Sohn von Casper Henning Kardel (* 1758; † 29. März 1841 in Futterkamp) und dessen Ehefrau Margaretha Hedwig, geborene Fahrenkrog (* 1763; † 7. Januar 1841). Sein Vater war Feldvogt auf Gut Futterkamp. Der Großvater mütterlicherseits namens Johann Fahrenkrog war ein Hufner in Blekendorf.
Neben einem Besuch der Schule des Kirchspiels Blekendorf erhielt Kardel auf Wunsch seiner Eltern Privatstunden bei dem Küster und Schulhalter Hans Ohlen. Er bekam somit Bildung in Fächern, die in der Dorfschule nicht behandelt wurden. Nach der Konfirmation erteilte er den jüngsten Kindern des Pächters Heinrich Christian Valentiner auf Futterkamp Privatunterricht. Da er sich dabei unsicher fühlte, besuchte er ab dem Jahr 1815 das Lehrerseminar in Kiel. 1817 ruhte die Ausbildung aufgrund interner Probleme des Seminares. Kardel arbeitete in der Zwischenzeit für mehrere Monate als Hauslehrer bei dem Ober- und Landesgerichtsadvokaten Josias thor Straten auf der Krusauer Kupfermühle nahe Flensburg.
1818 bestand Kardel in Kiel die Examensprüfung. Danach arbeitete er erneut als Hauslehrer bei dem Pächter Johann Daniel Martens auf Gut Kühren. Hier kontaktierte er Lehrer aus Preetz und dem Umland, mit denen er in einer „kleinen Lehrerkonferenz“ Themen über Schul- und Lehrerleben diskutierte. Es handelte sich um eines der ersten derartigen Treffen, die in Schleswig-Holstein stattfanden. 1821 übernahm Kardel die Distriktschule von Gaarden, was ihm eine Heirat ermöglichte. Da er jedoch nur wenig verdiente, musste er zusätzlich Privatunterricht geben.
1822 erhielt Kardel die Stelle des Schreib- und Rechenmeisters der letzten beiden Klassen der Knabenschule von Neumünster. Nebenbei sorgte er für die Weiterbildung der Lehrer des Kirchspiels. Für die Jugendlichen bot er zusätzlich Lehrveranstaltungen in praktischem Rechnen, Deutsch und der Formulierung von geschäftlichen Schriftsätzen an. Als der Rektor Asmus Georg Detlefsen für einige Zeit krankheitsbedingt nicht unterrichten konnte, übernahm Kardel den gesamten Unterricht der Schule.
Kardel hoffte vergeblich, zu Detlefsens Nachfolger ernannt zu werden. Gemeinsam mit 31 weiteren Kandidaten reichte er daher 1830 seine Bewerbung für die Stelle des Küsters, Organisten und Schullehrers von Nienstedten ein. Es handelte sich um eine der lukrativsten Stellen Holsteins. Nachdem er die Stelle bekommen hatte, ordnete er die Schule neu. Er sortierte die Schüler in Fächern in Leistungsgruppen ein und wollte insbesondere das Verhältnis von Lehrern und Schülern verbessern. Hans Andreas Hansen, der an einer Stadtteilschule in Altona unterrichtete und Solidarität unter den Lehrern vermisste und dem es bis dahin nicht gelungen war, einen Zusammenschluss der Lehrer zu erwirken, wurde zu seinem Verbündeten.
1834 verfassten Kardel und Hansen einen Brief an alle Lehrer in Altona und Umgebung mit der Absicht, einen Lehrerzirkel zu schaffen. Dies führte 1836 zur Gründung des Pädagogischen Verein für Altona und Umgegend. Der Verein stellte den Mitgliedern die wichtigsten pädagogischen Zeitschriften zur Verfügung und vertrat die Interessen der Volksschullehrer auch außerhalb Altonas. Kardel galt während seiner Zeit in Nienstedten als besonders aktives und engagiertes Vereinsmitglied. Von 1828 bis 1838 schrieb er mehrere Schul- und Übungsbücher, mit deren Hilfe Jugendliche Schriftsätze aller Art erstellen konnten.

## Wechsel an das Lehrerseminar Segeberg
Im März 1841 erhielt Kardel einen Ruf als 3. Lehrer des holsteinischen Lehrerseminars in Segeberg. Er unterrichtete die Methodik des Elementarunterrichts, Deutsch, Geometrie und Algebra. Außerdem erteilte er Übungsstunden in praktischem Rechnen und Schönschreiben. Gemeinsam mit dem Kompastoren von Segeberg beaufsichtigte er zwei örtliche Seminarschulklassen. Die Seminaristen konnten hier praktischen Unterricht, insbesondere in altersgemischten Klassen, und die „wechselseitige Schuleinrichtung“ einzuüben. Kardel schrieb methodische Hinweise für den Rechen- und Deutschunterricht, die im von Pädagogen vielgelesenen Schleswig-Holsteinischen Schulblatt erschienen. Außerdem äußerte er sich hierin kritisch zu Aspekten der Lehrerbildung, der Schulaufsicht, der Schulorganisation und Schulzucht. Er wollte praktische Ratschläge erteilen, um den Schulbetrieb an Volksschulen mit dem wirklichen Leben in Einklang zu bringen.
Kardel hielt einen Zusammenschluss der Lehrer für unbedingt nötig, um einen Lehrerstand zu schaffen, der als Träger der Volksbildung entsprechend gewürdigt werden sollte. Von 1842 bis 1847 engagierte er sich daher als Sekretär der Zentralkonferenz, die die wichtigste Vereinigung holsteinischer Lehrer war. 1848 stellte eine Kommission einen Entwurf für ein allgemeines Schulgesetz vor, den Kardel öffentlich kritisierte. Er beschwerte sich über die geplante getrennte Ausbildung von Lehrern für Elementar- und Bürgerschulen und die Verlagerung von Teilen der Lehrerausbildung an Universitäten. Er hielt es für wichtiger, kleinere Klassen zu schaffen und gegen übermäßigen Fernbleiben vom Unterricht vorzugehen.
Von 1857 bis 1863 gehörte Kardel einer vom Ministerium für die Herzogtümer Holstein und Lauenburg gebildeten Kommission an, die die Volksschulgesetzgebung für Holstein überarbeiten sollte. Dabei engagierte er sich für eine einheitliche Ausbildung aller Volksschullehrer. Vertreter der Lehrer sollten außerdem in der Schulaufsicht mitwirken dürfen. Der Pastor Ernst Adolph Lilie forderte in der Kommission, besondere staatliche Seminare zu schaffen, an denen Autodidakten für den wechselseitigen Unterricht vorbereitet werden sollten. Kardel widersprach und forderte, dass angehende Lehrkräfte verpflichtend am Segeberger Seminar ausgebildet werden sollten, wofür ein Examenskollegium geschaffen werden müsse.
Da er zunehmend schwerhörig wurde, bat Kardel 1868 um Entlassung. Da auf seine Erfahrung bei der Umorganisation zum Provinzial-Schulkollegium für die nun preußisch regierte Provinz Schleswig-Holstein nicht verzichtet werden konnte, wurde sein Antrag erst 1870 genehmigt. Kardel trat seinen Ruhestand am 1. Oktober 1870 an und lebte bis zu seinem Tod im Jahr 1880 in Neumünster.

## Ehrungen und Berufungen
Die Zentralkonferenz schleswig-holsteinischer Lehrer ernannte Kardel 1842 zum Ehrenmitglied, ebenso 1854 der Pädagogische Verein in Altona. 1870 erhielt er den Roten Adlerorden 4. Klasse.
Darüber hinaus erhielt Kardel ehrenvolle Berufungen:
- 1854 erhielt er einen Ruf in die Kommission für die Vorbereitung einer in London geplanten Unterrichtsausstellung.
- 1856 wurde er zum ehrenamtlichen Beisitzer eines dreiköpfigen Direktoriums der Schullehrer-Witwenkasse für Holstein mit Sitz in Segeberg ernannt.
- Der Minister erteilte ihm 1858 den Auftrag, gemeinsam mit dem Altonaer Katecheten L. Eggers, mit dem er seit der Zeit in Nienstedten befreundet war, die dritte Auflage der Eckernförder Lesetabellen für den wechselseitigen Unterricht zu gestalten.
- Die Gestaltung der Feier seines 25-jährigen Dienstjubiläums und die Anzahl der Teilnehmer belegten, dass Kardel ein renommierter und verehrter Pädagoge war.

## Familie
Am 25. April 1821 heiratete Kardel in Lütjenburg Catharina Margaretha Friederike Hahn (* 7. März 1796 in Futterkamp; † 29. Februar 1880 in Neumünster). Sie war eine Tochter des Lütjenburger Schuhmachermeisters Claus Friedrich Hahn und einer Haushälterin auf Gut Kühren bei Preetz. Das Ehepaar Kardel hatte zwei Töchter und vier Söhne.